# Salvia garipensis
Salvia garipensis là một loài thực vật có hoa trong họ Hoa môi. Loài này được E. Mey. ex Bentham miêu tả khoa học đầu tiên.